# 共同印刷
共同印刷株式会社（きょうどういんさつ）は、東京都文京区に本社を置く、日本の総合印刷会社。東京証券取引所1部上場企業。
2018年1月よりコーポレートブランドとして「TOMOWEL」（トモウェル）を使用している。

## 企業概要
1897年（明治30年）、博文館主の大橋佐平が自社の書籍・雑誌を印刷するために創設した博文館印刷工場が前身。1925年（大正14年）、美術印刷中心の精美堂との合併により共同印刷株式会社となった。
出版印刷・商業印刷を主軸に、紙器やチューブなどのパッケージ、ビジネスフォーム、ICカードなども手掛けている、従来から総合印刷業としては1位大日本印刷、2位凸版印刷に次ぐ第3位と長らく言われていたが、現在はトッパン・フォームズ、NISSHAに次いで業界5位。近年は、デジタルコンテンツの制作や、データプリントサービスを核にしたBPO業務、医薬・産業資材など、印刷技術を応用して新しい製品・サービスを生み出し、各種分野に進出している。
かつては労働運動も盛んで、徳永直『太陽のない街』のモデルとなったことでも有名。また『週刊少年ジャンプ』（集英社）など多くの漫画雑誌の印刷を手がけており、その関係から2003年にはコミック向け電子組版システムとして『ComicPacker』を自社開発している。

## 主な事業部門と製品
- 出版商印部門 - 雑誌、書籍、コミックス、辞典、電子書籍、カタログ、パンフレット、POP、ノベルティ、撮影・映像制作、デジタルコンテンツ、各種プロモーション企画
- ビジネスメディア部門 - データプリントサービス、BPOサービス、通帳、各種カード、抽せん券、乗車券、各種帳票、デジタルソリューション
- 生活・産業資材部門 - 各種パッケージ、ラベル、チューブ、機能性材料、建材用品、包装システム

## 高機能フィルム
独自技術を生かした高機能フィルムを、医薬品や半導体、電子機器向けに提供している。
- モイストキャッチ- 吸湿・吸着機能材料
- オキシキャッチ- 酸素吸収フィルム
- オージーキャッチ- アウトガス吸着機能フィルム
- パッケージと高機能材料（リンク先　http://www.kyodoprinting.co.jp/products/list/landi/ ）

## 沿革
- 1897年6月 - 東京市京橋区に博文館工場として創業。
- 1898年4月 - 小石川に工場を移し、合資会社博進社工場と改称。合資会社博進社印刷工場に改称
- 1905年4月 - 合資会社博文館印刷所と改称。
- 1918年12月 - 株式会社に組織変更し、株式会社博文館印刷所に改称。
- 1925年12月 - 株式会社精美堂と合併し、共同印刷株式会社を設立。
- 1926年 - 共同印刷争議が発生。
- 1948年 - 企業内高校として、文京区内に印刷工芸高等学校を開校させる。
- 1953年1月 - 株式を東京店頭市場に公開
- 1961年10月 - 東京証券取引所市場第二部に上場
- 1963年
  - 2月 - 子会社近畿共同印刷株式会社（現：共同印刷西日本株式会社）を設立
  - 4月 - 東京証券取引所市場第一部に上場。
- 1964年
  - 10月 - 小田原工場を開設
  - 12月 - 子会社共同運輸株式会社（現：共同物流株式会社）を設立
- 1965年12月 - 子会社共同不動産株式会社（現：TOMOWEL ビジネスパートナー株式会社）を設立
- 1972年8月 - 常磐興産株式会社と共同出資にて常磐共同印刷株式会社を設立
- 1980年
  - 印刷工芸高等学校を閉校させる。
  - 4月 - 子会社共同戸田製本株式会社（現：共同印刷メディアプロダクト株式会社）を設立
- 1981年9月 - 鶴ヶ島工場を開設
- 1982年 - 資本金を45億1千万円に増資。
- 1987年5月 - 守谷工場を開設
- 1991年10月 - 和歌山工場を開設
- 1993年12月 - 五霞工場を開設
- 1997年 - 創業100周年を迎える。
- 2000年6月 - 株式会社インターネットコミュニケーションサービス（現：共同印刷ビジネスソリューションズ株式会社）を子会社化
- 2002年1月 - 川島工場（現：川島ソリューションセンター）を開設
- 2006年
  - 10月 - 株式会社コスモグラフィックを子会社化
  - 10月 - 京都工場を開設2007年10月
- 2007年10月 - 本社に隣接したデジタル撮影スタジオ「播磨坂スタジオ」を開設。
- 2012年2月 - 中華人民共和国に共印商貿(上海)有限公司を設立。
- 2011年2月 - 電子書店「自己ガク」を開設（2019年サービス終了）[4]
- 2013年4月 - デジタルカタパルト株式会社を子会社化
- 2014年
  - 5月 - 相模原工場を開設
  - 7月 - ベトナム社会主義共和国に KYODO PRINTING (VIETNAM) CO.LTD. を設立。
- 2017年
  - 1月 - 株式会社エフテックコーポレーション（共同エフテック株式会社を経て共同印刷西日本株式会社に吸収合併）を子会社化
  - 1月 - 日本製紙株式会社と合弁契約し、子会社共同NPIパッケージ株式会社を設立
  - 6月 - PT. Arisu Graphic Primaを子会社化[5]
- 2018年
  - 創業120周年を機に新コーポレートブランド「TOMOWEL」およびコーポレートメッセージ「共にある、未来へ」の使用を開始[2]。
  - 11月 - 子会社TOMOWEL Payment Service株式会社を設立
- 2019年
  - 1月 - 共同日本写真印刷株式会社（共同印刷マーケティングソリューションズ株式会社を経て本体に吸収合併）を子会社化
  - 6月 - 子会社共同ブローボトル株式会社を設立
  - 11月 - 株式会社クレハからブローボトル事業を継承し、子会社共同ブローボトル株式会を共同クレハブローボトル株式会社に改称。
  - 12月 - 子会社PT. Arisu Graphic Prima カラワン工場を開設
- 2020年10月 - 情報メディア事業部製造本部における紙印刷事業及び子会社株式会社コスモグラフィックの刷版出力事業を子会社共同印刷製本株式会社が承継し、共同印刷メディアプロダクト株式会社に改称
- 2022年
  - 3月 - 本店所在地（東京都文京区）に本社新社屋を竣工
  - 3月 - 子会社TOMOWEL Promotion株式会社を吸収合併
  - 4月 - 東京証券取引所の市場区分の見直しにより、東京証券取引所の市場第一部からプライム市場に移行
- 2024年
  - 4月 - 子会社共同印刷マーケティングソリューションズ株式会社を吸収合併
  - 10月 - デジタルカタパルト株式会社が電子コミックストア「ソク読み」（リンク先　https://sokuyomi.jp/ ）をand factory株式会社に事業譲渡
- 2025年
  - 3月 - 株式会社コスモグラフィック苫小牧工場を閉鎖し小石川事業所に事業統合

## 主な工場
- 小石川工場（東京都文京区）
- 五霞工場（茨城県猿島郡五霞町）
- 鶴ヶ島工場（埼玉県鶴ヶ島市）
- 川島ソリューションセンター（埼玉県比企郡川島町）
- 京都工場（京都府久世郡久御山町／共同印刷西日本株式会社）
- 守谷第一工場／守谷第二工場（茨城県守谷市）
- 小田原工場（神奈川県小田原市）
- 相模原工場（神奈川県相模原市）
- 和歌山工場（和歌山県有田郡有田川町）
- 磯原工場（茨城県北茨城市／常磐共同印刷株式会社）

## 関係会社

### 連結子会社
- 株式会社コスモグラフィック - プリプレス・デジタルソリューション
- 共同印刷メディアプロダクト株式会社 - 刷版、印刷、製本・加工
- デジタルカタパルト株式会社 - 電子書籍ファイルの制作・電子書籍の取次・オリジナルマンガの制作（「デジカタ編集部」）
- 共同印刷マーケティングソリューションズ株式会社 - 製版、印刷、製本加工、写真・動画撮影およびその製品の販売ほか
- 共同印刷西日本株式会社 - 印刷、データプリント・BPO業務
- TOMOWEL Payment Service株式会社 - 決済ソリューション
- 常磐共同印刷株式会社 - 印刷、チューブ容器の製造
- 共同NPIパッケージ株式会社 - 紙器製品の製造
- 共同ブローボトル株式会社 - ブローボトルの製造
- 共同物流株式会社 - 梱包、輸送、保管
- TOMOWELビジネスパートナー株式会社 - 不動産賃貸および管理、損害保険など代理業
- 共同印刷ビジネスソリューションズ株式会社 - システム開発・運営、ソリューションビジネス、コールセンター、BPO受託
- 共印商貿(上海)有限公司-機 能性包装材料を中心とした販売および輸出入
- KYODO PRINTING (VIETNAM) CO. LTD. - チューブ容器の製造
- PT. Arisu Graphic Prima - チューブ容器の製造